# Aetideus truncatus
Aetideus truncatus är en kräftdjursart som beskrevs av Edward Bradford 1971. Aetideus truncatus ingår i släktet Aetideus och familjen Aetideidae. Inga underarter finns listade i Catalogue of Life.